# بيرتي لين
بيرتي لين (بالفنلندية: Pertti Laine)‏ هو مجدف فنلندي، ولد في 13 ديسمبر 1938 في توركو في فنلندا، وتوفي بنفس المكان في 20 أكتوبر 1999.

## وصلات خارجية
- بيرتي لين على موقع الاتحاد الدولي للتجديف (الإنجليزية)
- بيرتي لين على موقع اللجنة الأولمبية الدولية (الإنجليزية)
- بيرتي لين على موقع أوليمبيديا (الإنجليزية)